# Mariä Himmelfahrt (Girsterklause)

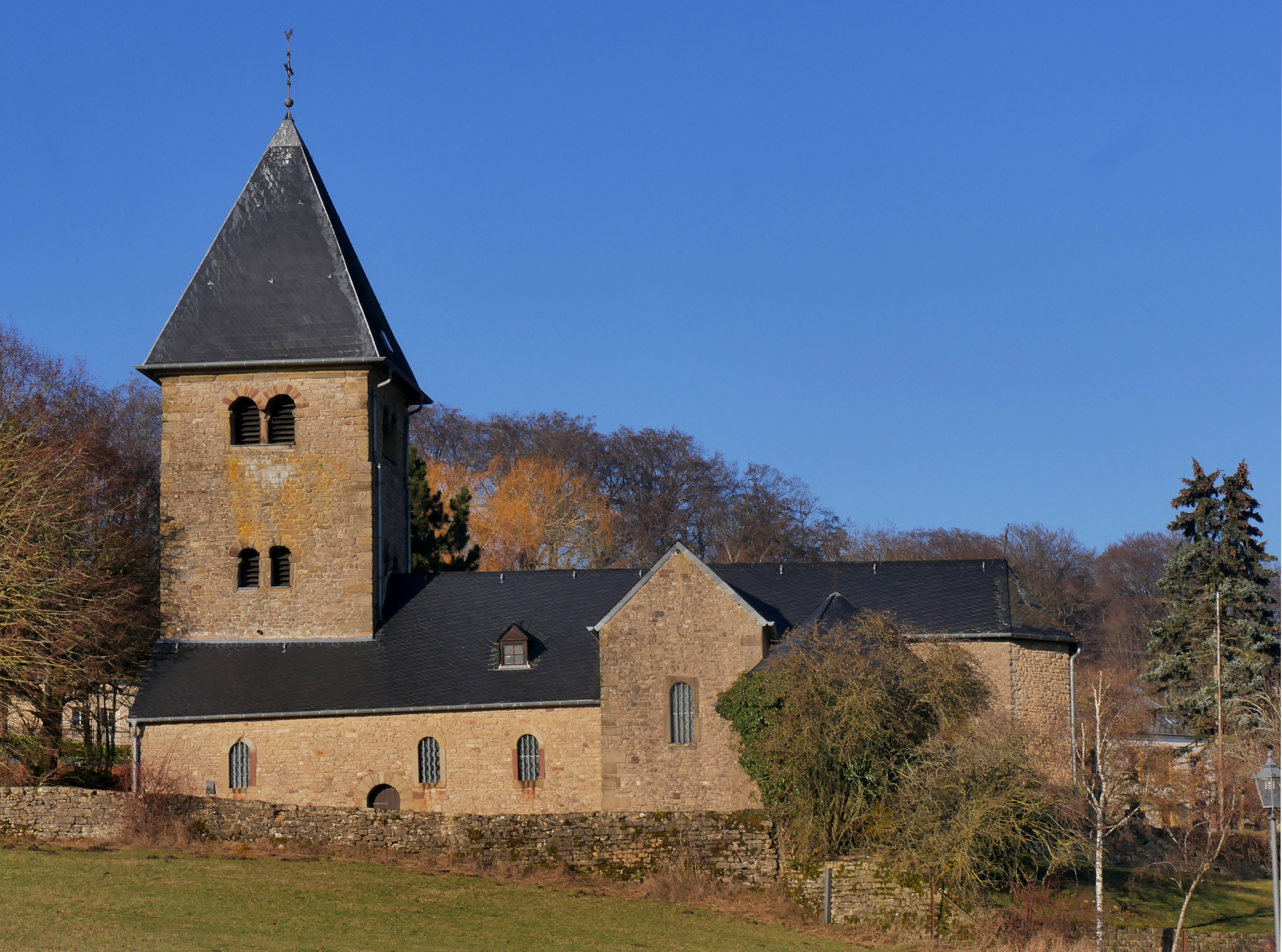
Kapelle von Süden

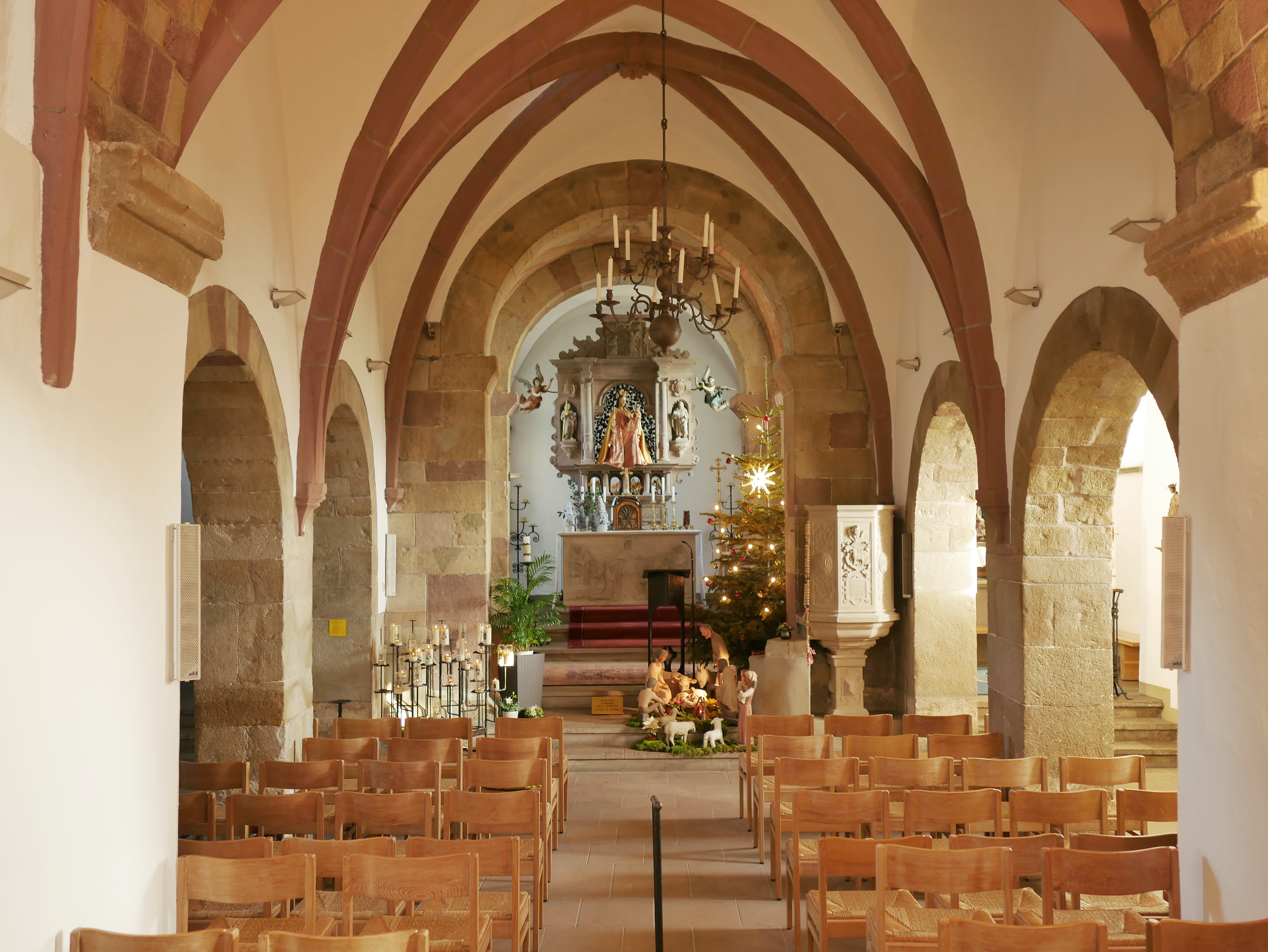
Innenraum mit Hochaltar und Gnadenbild

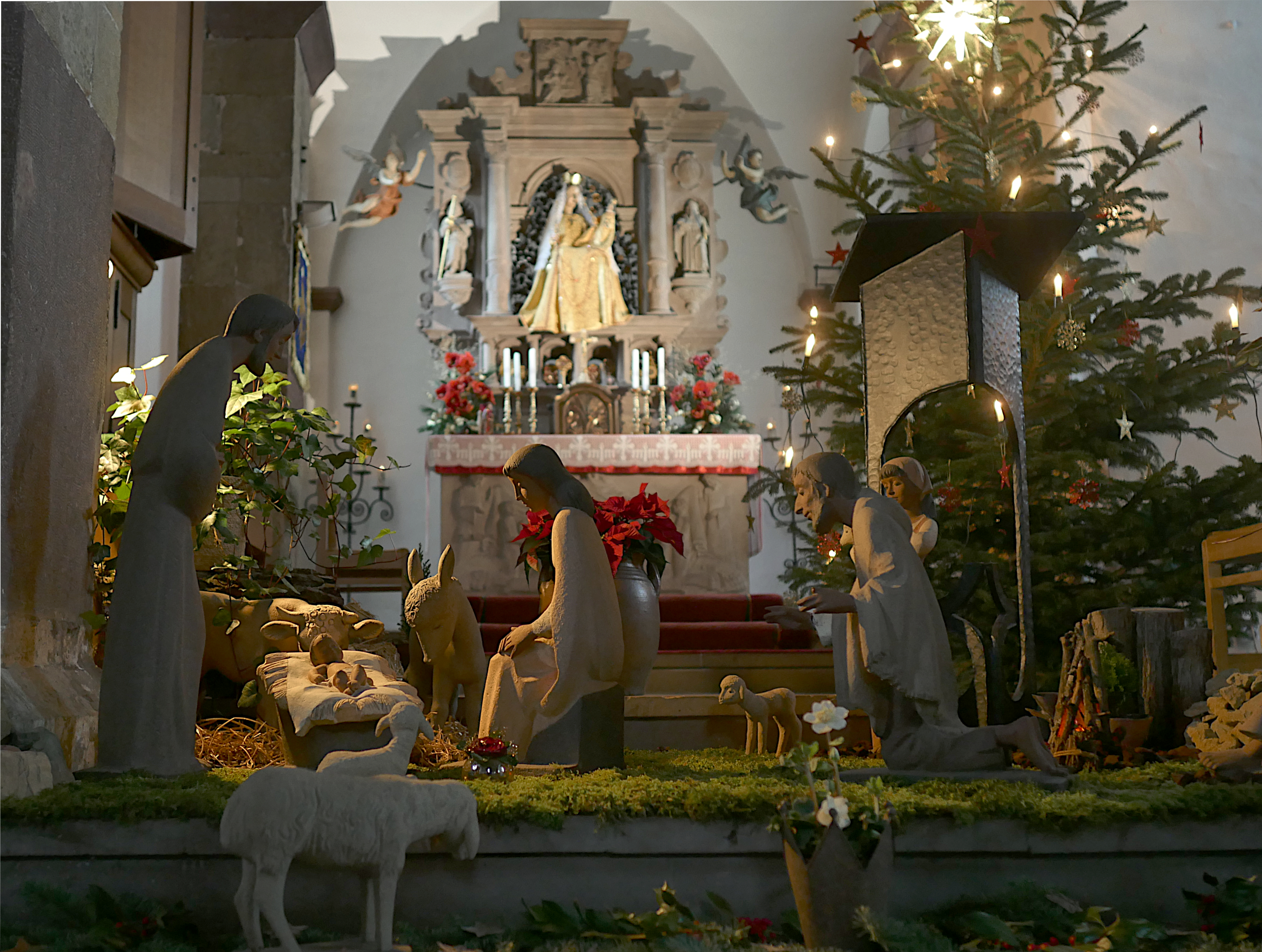
Krippe 2022

Die stattliche Kapelle Mariä Himmelfahrt liegt im Ortsteil Girsterklause der luxemburgischen Gemeinde Rosport-Mompach westlich über dem Tal der Sauer, die die Grenze zu Deutschland bildet. Die Mariä Himmelfahrt geweihte Kirche ist im Stil der Romanik erbaut worden und stammt aus dem 11. oder 12. Jahrhundert. Sie ist der älteste Wallfahrtsort Luxemburgs. Die Wallfahrt führt zum Gnadenbild der Muttergottes von der Hieselterheck (Madonna aus der Haselstaude), einer hölzernen Muttergottesfigur aus dem 13. Jahrhundert.

## Gründungslegende und Geschichte
Der Legende nach wurde die Kapelle von dem Kreuzritter Elbert von Clerf (Luxemburg) erbaut, der nach schweren Schicksalsschlägen wieder glücklich nach Hause gekommen ist. Die romanische Kapelle wurde 1329 erstmals erwähnt, ist aber älter. Münzstücke, die bei Ausgrabungen anlässlich der Renovierung Ende der 1970er-Jahre gefunden wurden, bezeugen eine Wallfahrt seit Beginn des 14. Jahrhunderts. 1431 wird eine Bruderschaft zu Ehren der Lieben Frau von der Girsterklaus erwähnt. Seit Ende des 18. Jahrhunderts bis 1938 wurden neben der Kapelle Klausner bezeugt. Obwohl es im Mittelalter zu mehrfachem Patronatswechsel kam, kann das Gebiet um Gyrst dem Einflussgebiet der Trierer Benediktinerabtei Kloster St. Marien zugerechnet werden. Bei den Renovierungen von 1978 und 2000 wurden einige spätere Umbauten wieder zurückgenommen und insbesondere das Niveau des Bodens wieder auf das tiefere Ursprungsniveau zurückgeführt um den ursprünglichen, monumentalen Raumeindruck wieder herzustellen.

## Bauwerk

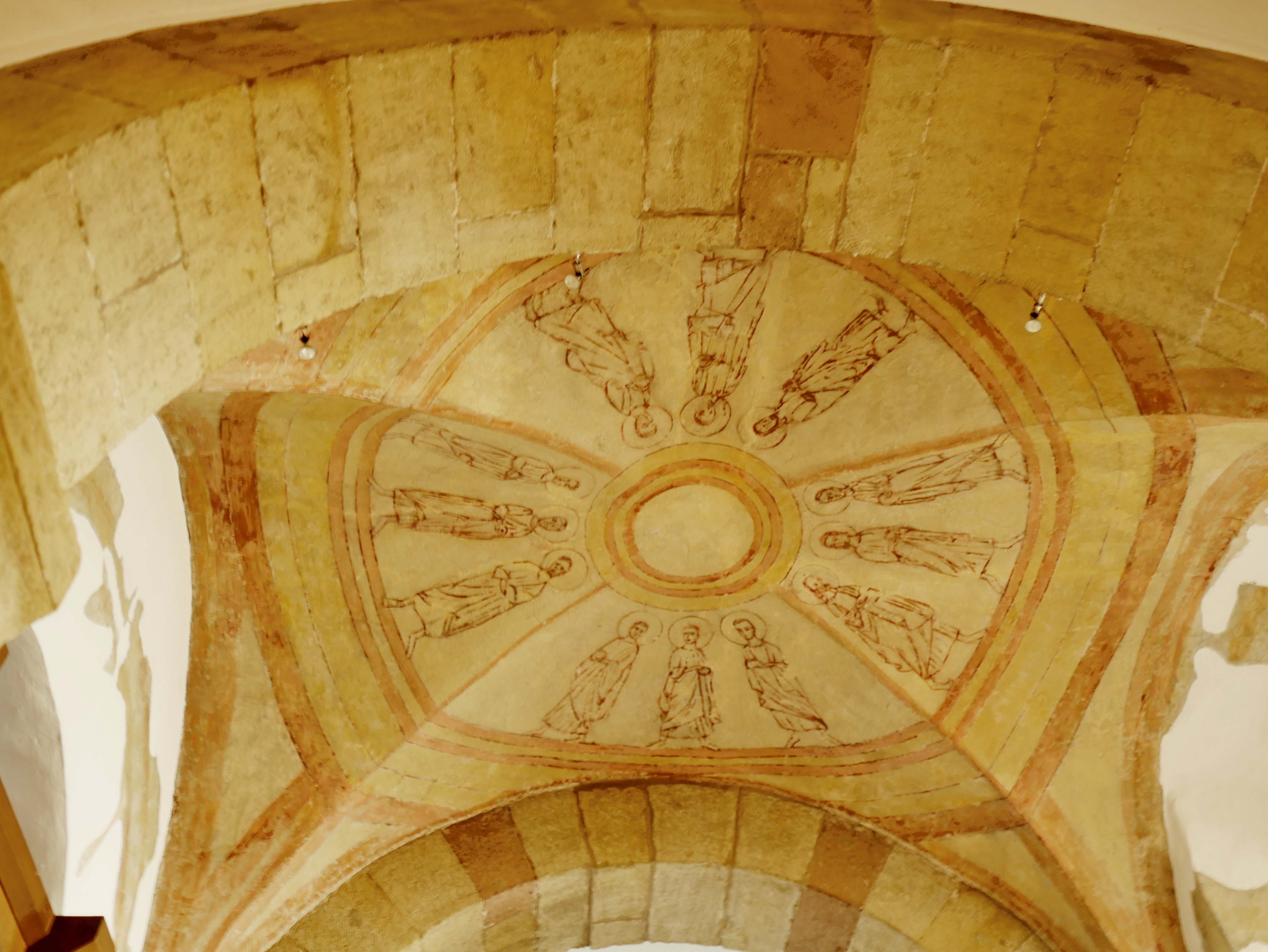
12 Apostelfresken in der Vierung

Das untere Geschoss des Westturms bildet den ältesten Teil des Gesamtkomplexes. Vielleicht auf spätrömischen Fundamenten errichtet war er ein Wehr- und Wachtturm, der im späten 11. oder frühen 12. Jahrhundert in die neu erbaute Kirche integriert wurde. Das Langhaus ist der älteste Teil der Kirche. Ihr Chorjoch ist noch in der heutigen Vierung vorhanden. Auf dem kuppelartigen Gewölbe der Vierung finden sich romanische und zeitweise übermalte Fresken der 12 Apostel. Die Kirche war ursprünglich flach gedeckt. Das Rippen- und Kreuzgratgewölbe im Langhaus, Chorraum und Turm wurde im Spätmittelalter eingezogen. In den Seitenschiffen wurde es später wieder entfernt. Im 18. Jahrhundert wurden die Querschiffe angebaut, die Fenster erweitert und der Chorraum polygonal abgeschlossen. Dieser Teil wurde im 19. Jahrhundert als Sakristei genutzt und vom Chor durch eine Mauer abgetrennt.

## Gnadenbild und Wallfahrt
Das Gnadenbild der Muttergottes vun der Hieselter Heck stammt aus der Übergangszeit zwischen Spätromanik und Frühgotik. Die Statue der sitzenden Muttergottes mit Kind ist vom Typus der thronenden Marienbilder des 12. Jahrhunderts inspiriert wie etwa der Freskenzyklus in der Echternacher Krypta.
Die Wallfahrt zur Girsterklaus bei Rosport ist eine der ältesten Marienwallfahrtsorte Luxemburgs. Neben Maria wird auf der Anhöhe über Rosport auch der heilige Josef besonders verehrt. Höhepunkt im Jahr ist  der Sonntag nach Mariä Himmelfahrt und die Muttergotteswoche um den 15. August. Weiterhin werden die Feste der heiligen Josef (19. März), Lukas (18. Oktober), sowie die Luxemburger Muttergottesoktav vom dritten bis zum fünften Sonntag nach Ostern gefeiert.

## Ausstattung
Die Ausstattung der Kirche entstand mit wenigen Ausnahmen im Frühbarock, der ersten Hälfte des 17. Jahrhunderts. Sie besteht im Wesentlichen aus drei Sandsteinaltären, der Kanzel, Heiligenfiguren an den Außenwänden des Langhauses und der modernen Orgel im Vorchor.
Der Hochaltar wurde 1632 erschaffen und umrahmt die Wallfahrtsfigur. Diese thront in einer Nische zwischen korinthischen Kapitellsäulen und wird von einer Verkündigungsdarstellung bekrönt. Der linke Seitenaltar zeigt Figuren einer Marienkrönung durch die Heilige Dreifaltigkeit. Der rechte Seitenaltar zeigt eine Figur des Evangelisten Lukas.
Die Kanzel steht in der Vierung rechts vor dem Triumphbogen. Sie ist 1630 datiert und vom Bildhauer AD signiert. Das Wappen des Pfarrers Joducus Elens, das Jesus-Monogramm IHS und die Marieninitialien sind von Spätrenaissance-Bandwerk umgeben. Die Orgel von 1986 mit 498 Pfeifen wurde von der Lëntgener Manufaktur gebaut.
Die zu  Beginn des 17. Jahrhunderts angeschafften Renaissancealtäre aus der Werkstatt des Trierer Bildhauers Hans Ruprecht Hoffmann stehen heute in der Kapelle im benachbarten Dickweiler.
Eine der vier Glocken im Turm wurde im 13. Jahrhundert gegossen und dürfte die älteste läutbare Kirchenglocke in Luxemburg darstellen.

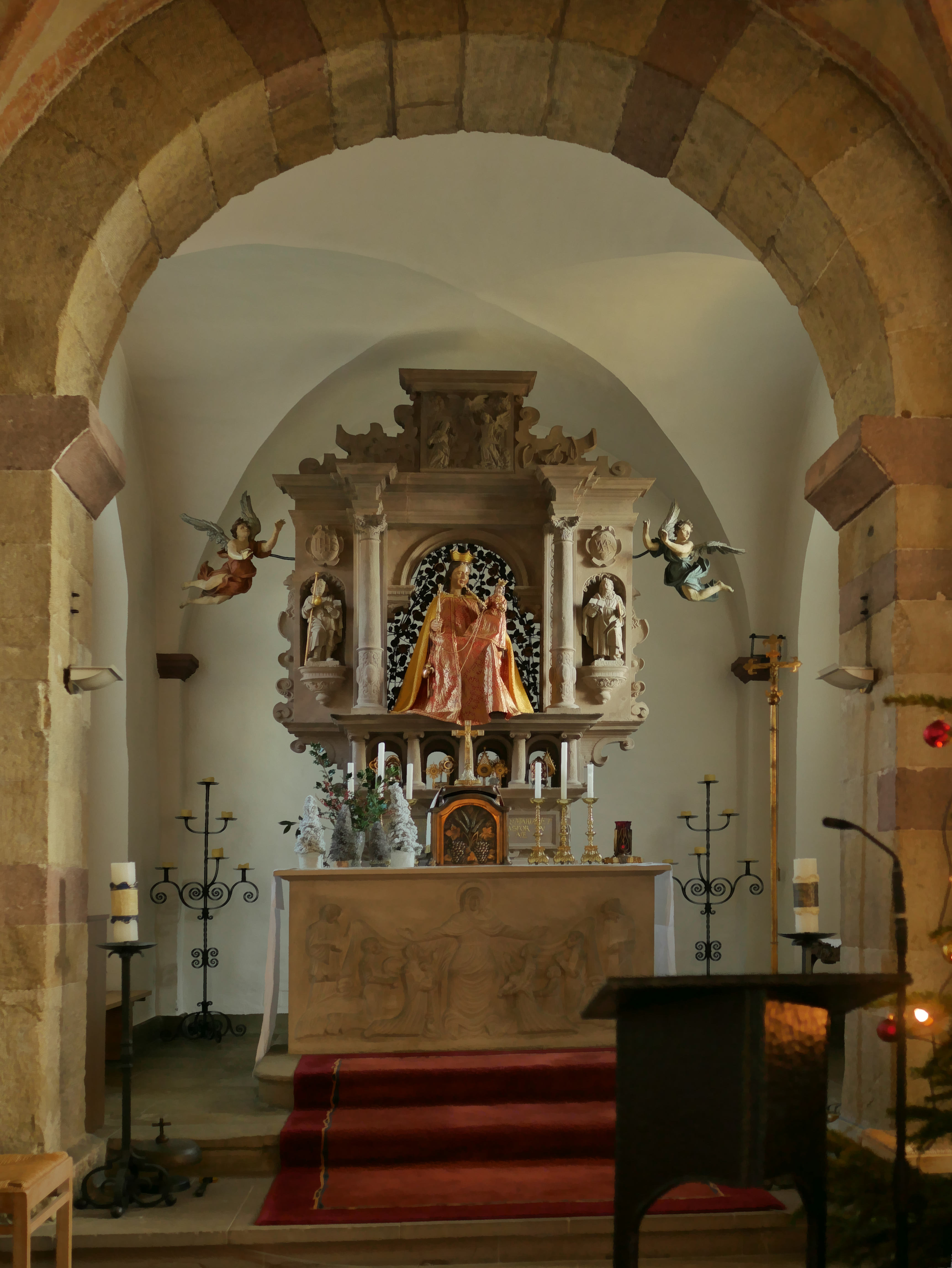
Chor
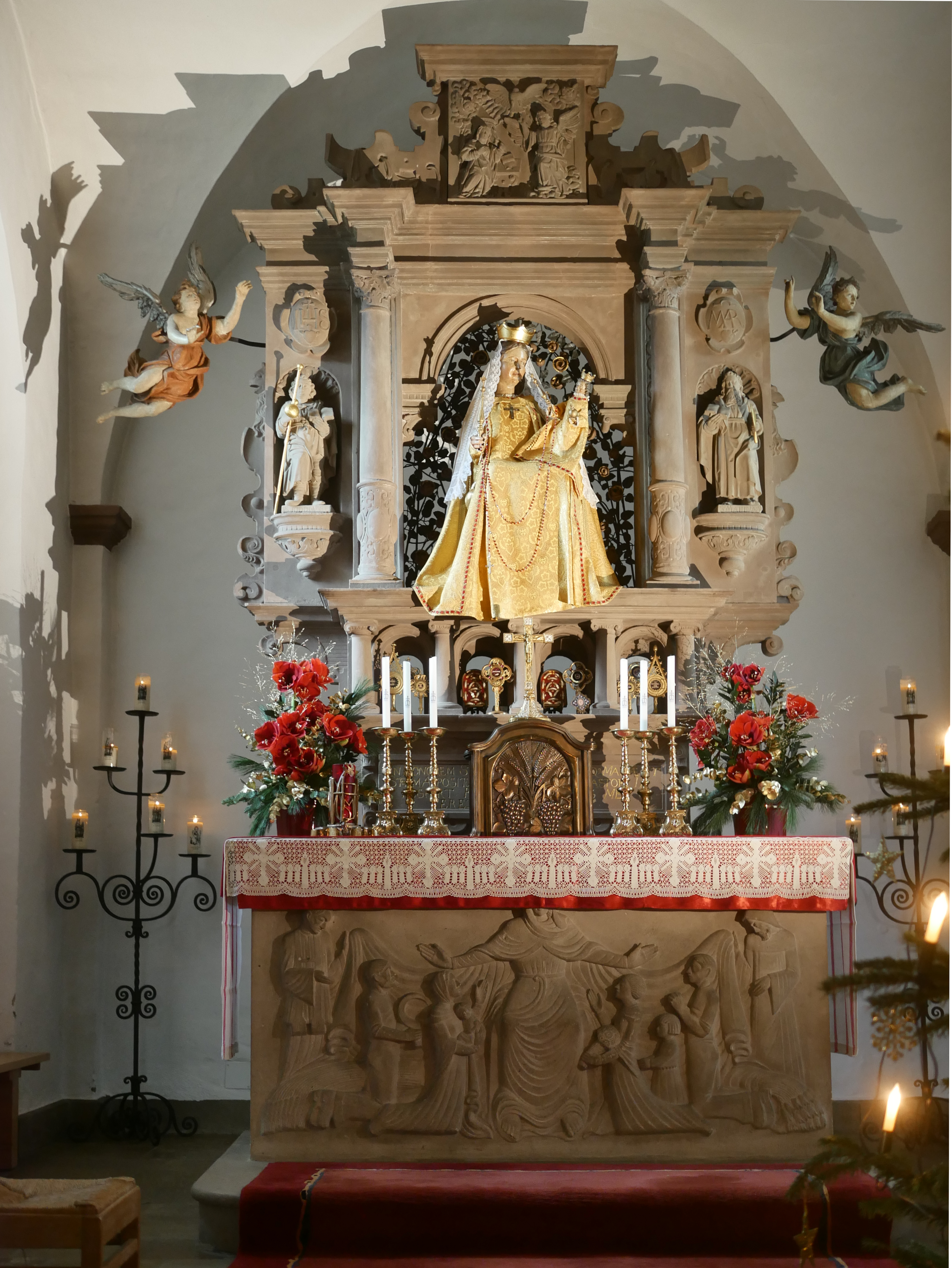
Hochaltar
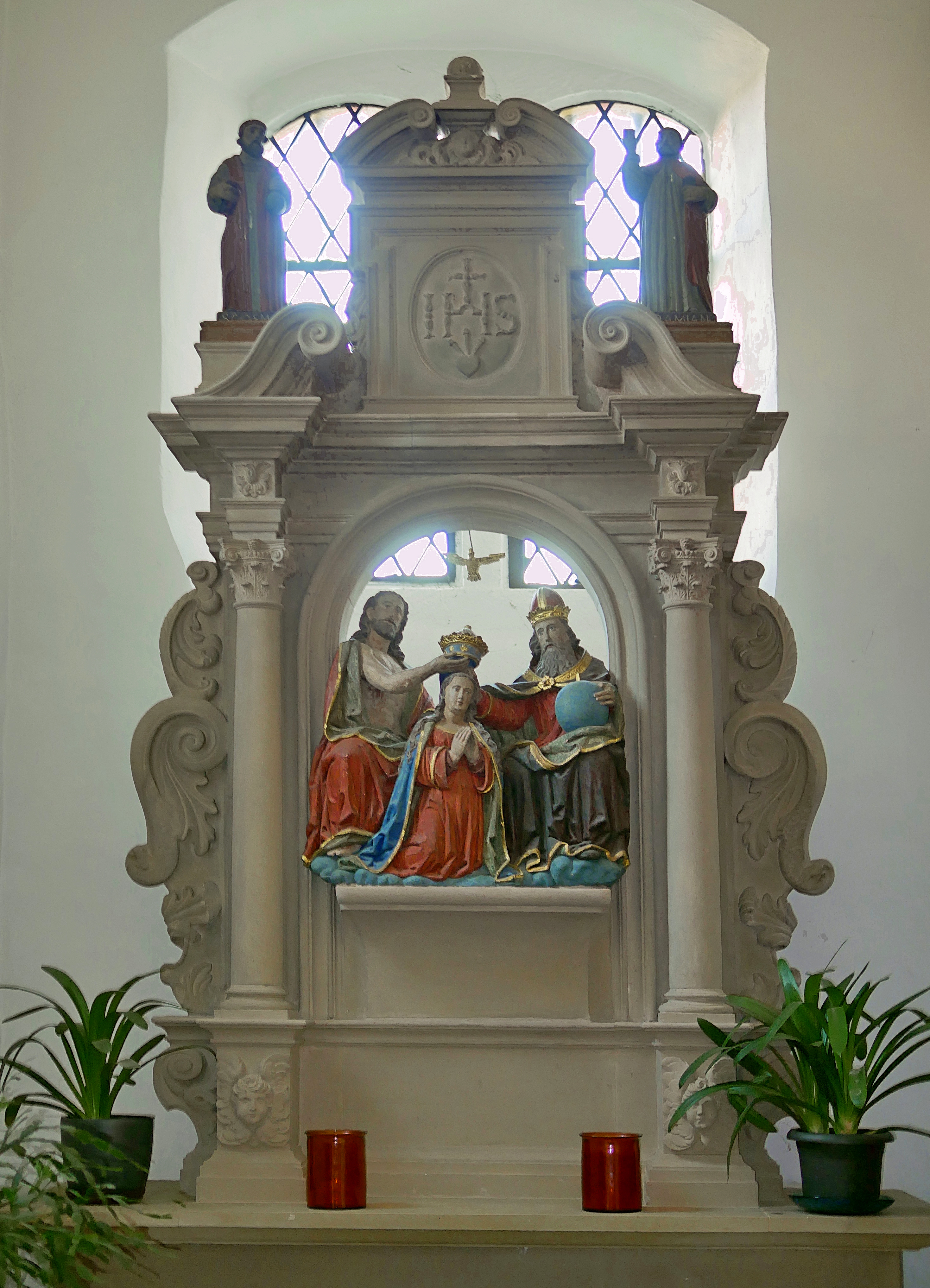
Linker Seitenaltar
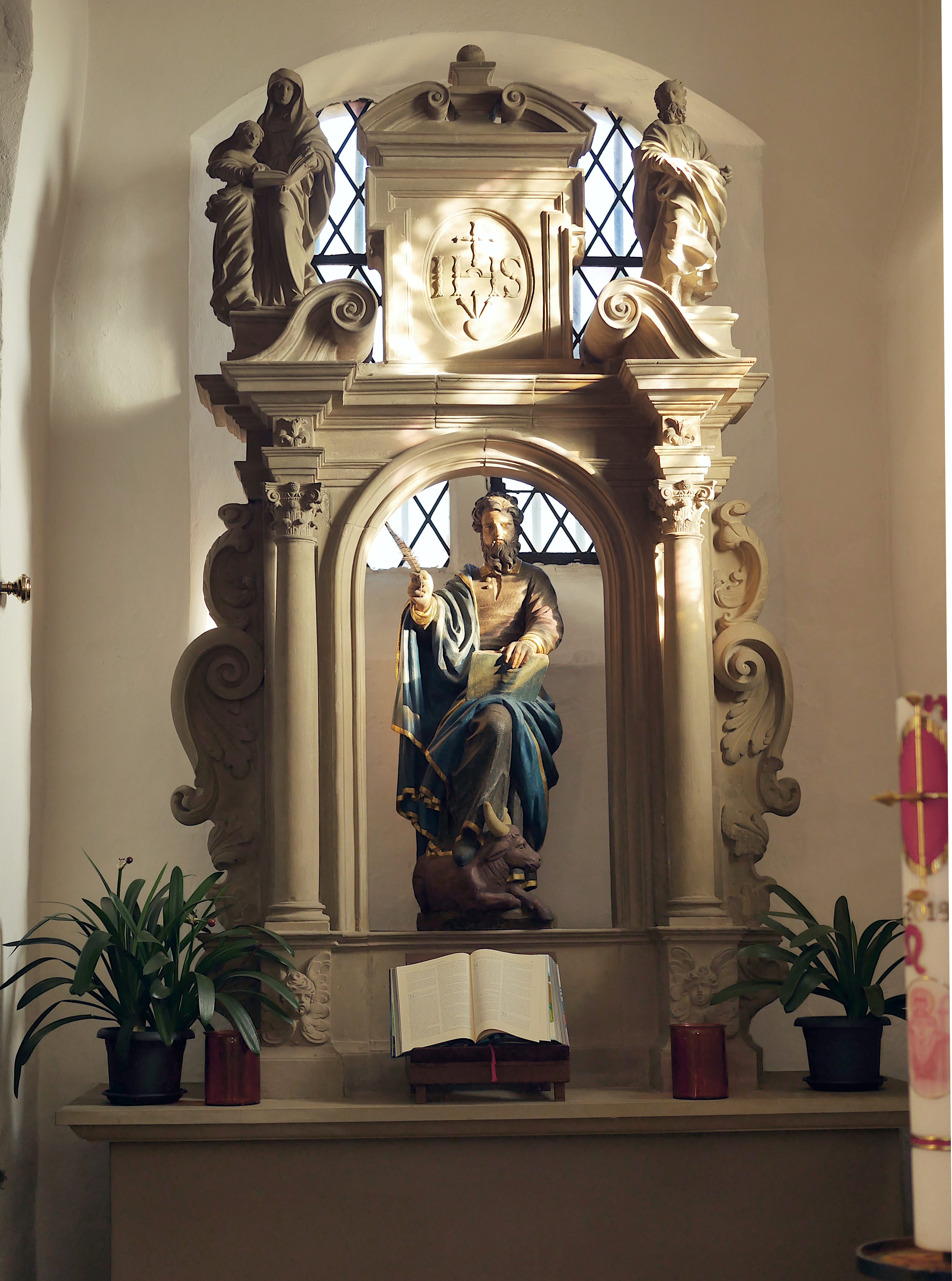
Rechter Seitenaltar
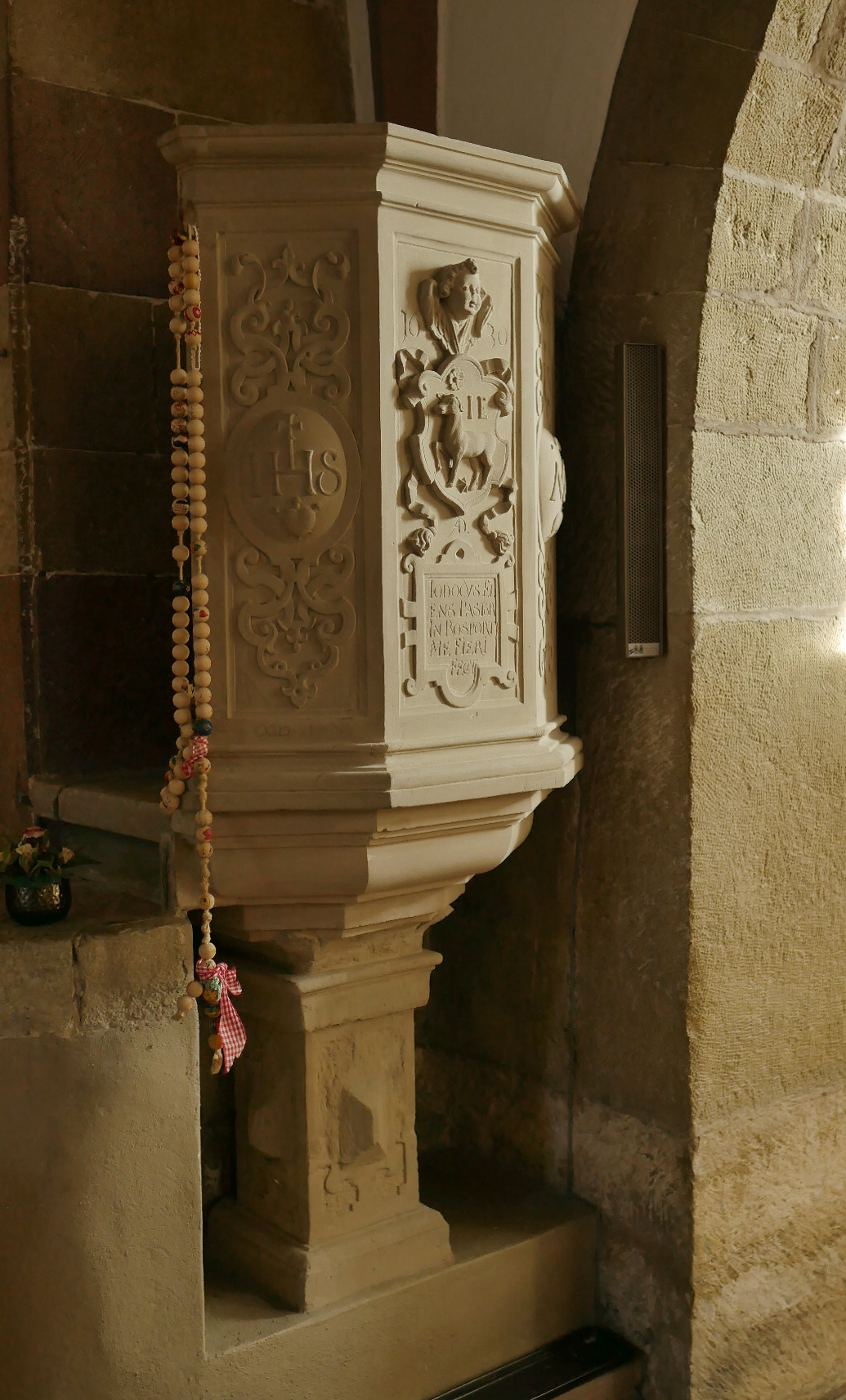
Kanzel
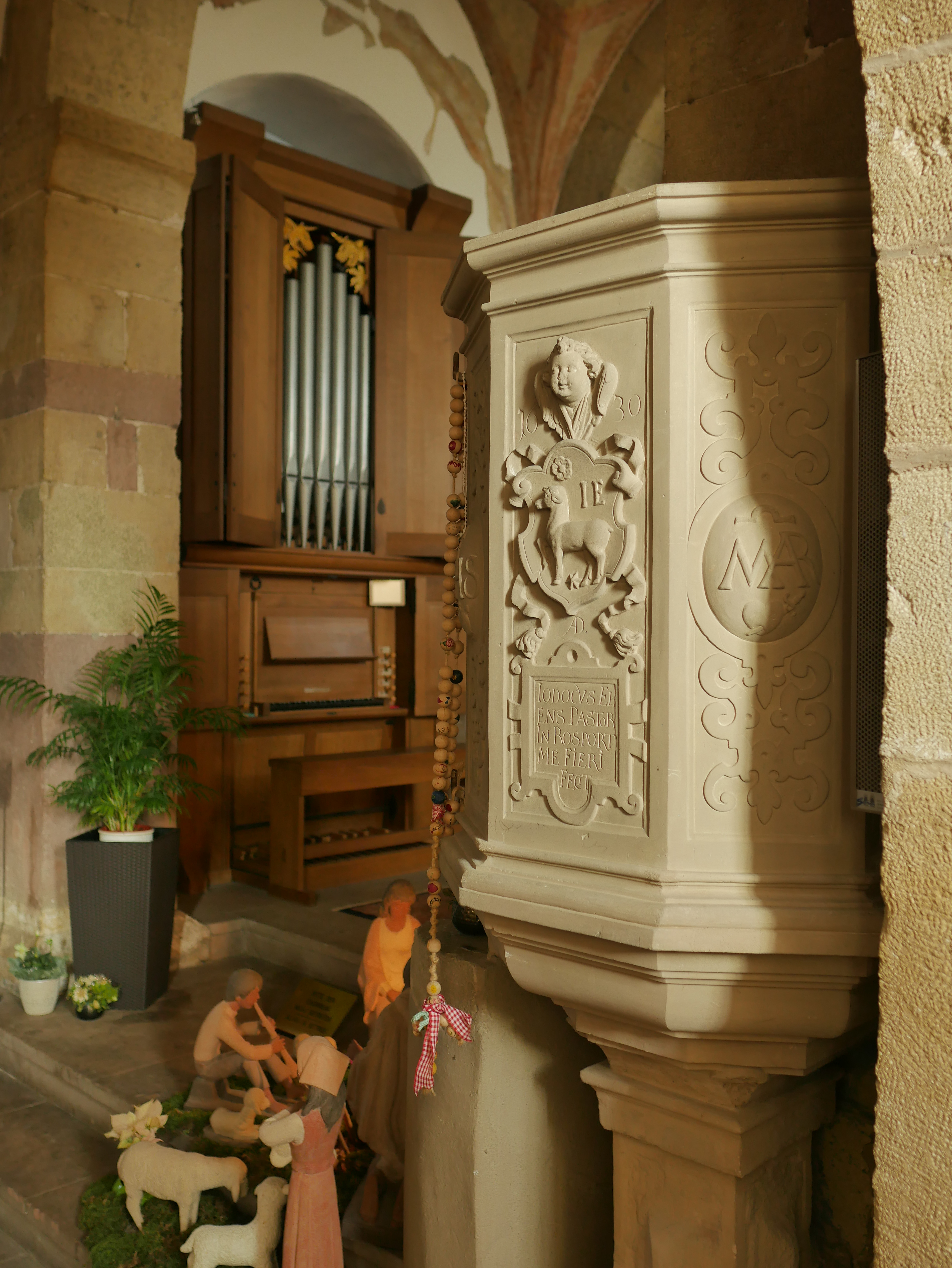
Kanzel und Orgel
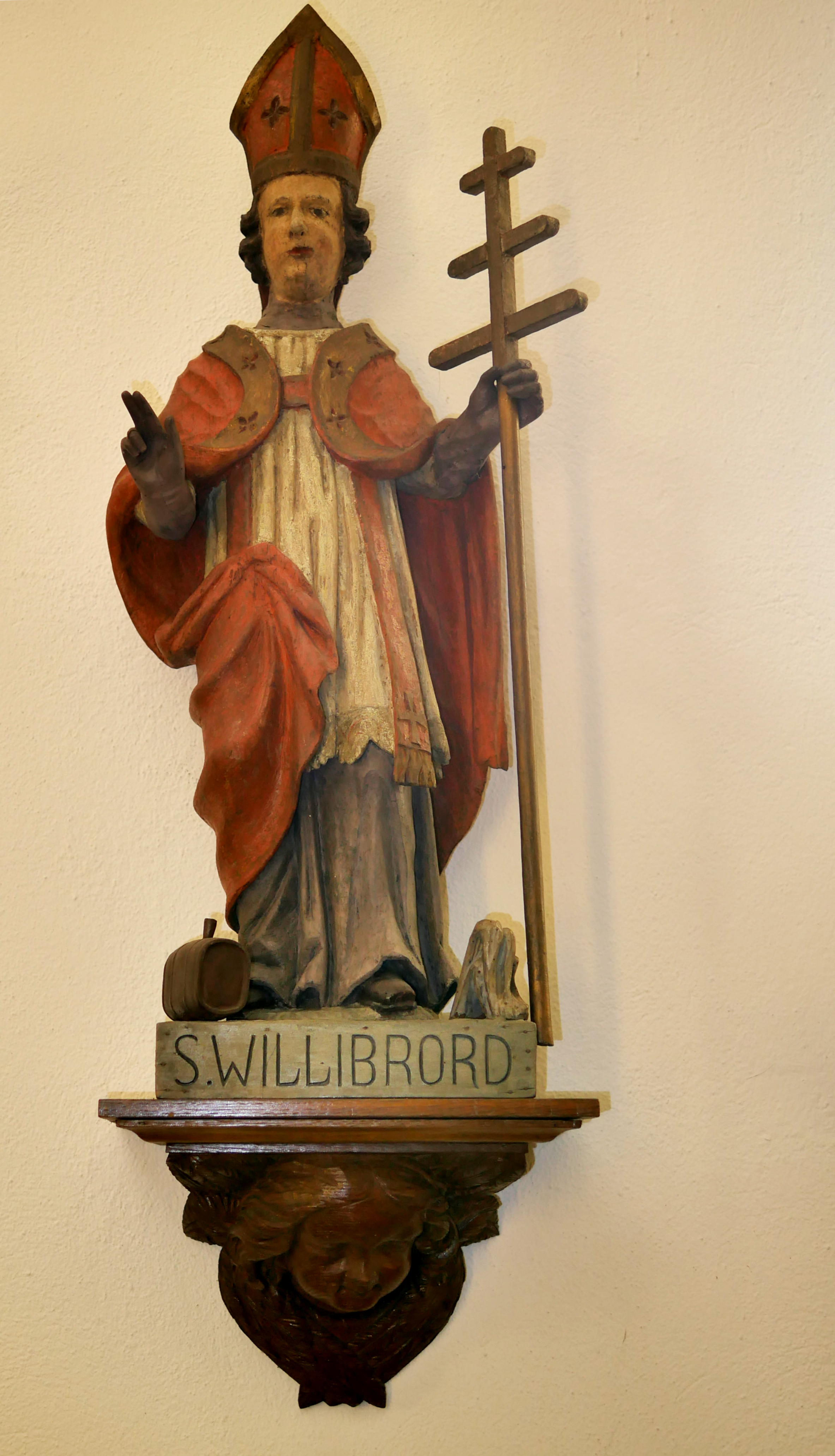
Hl. Willibrord
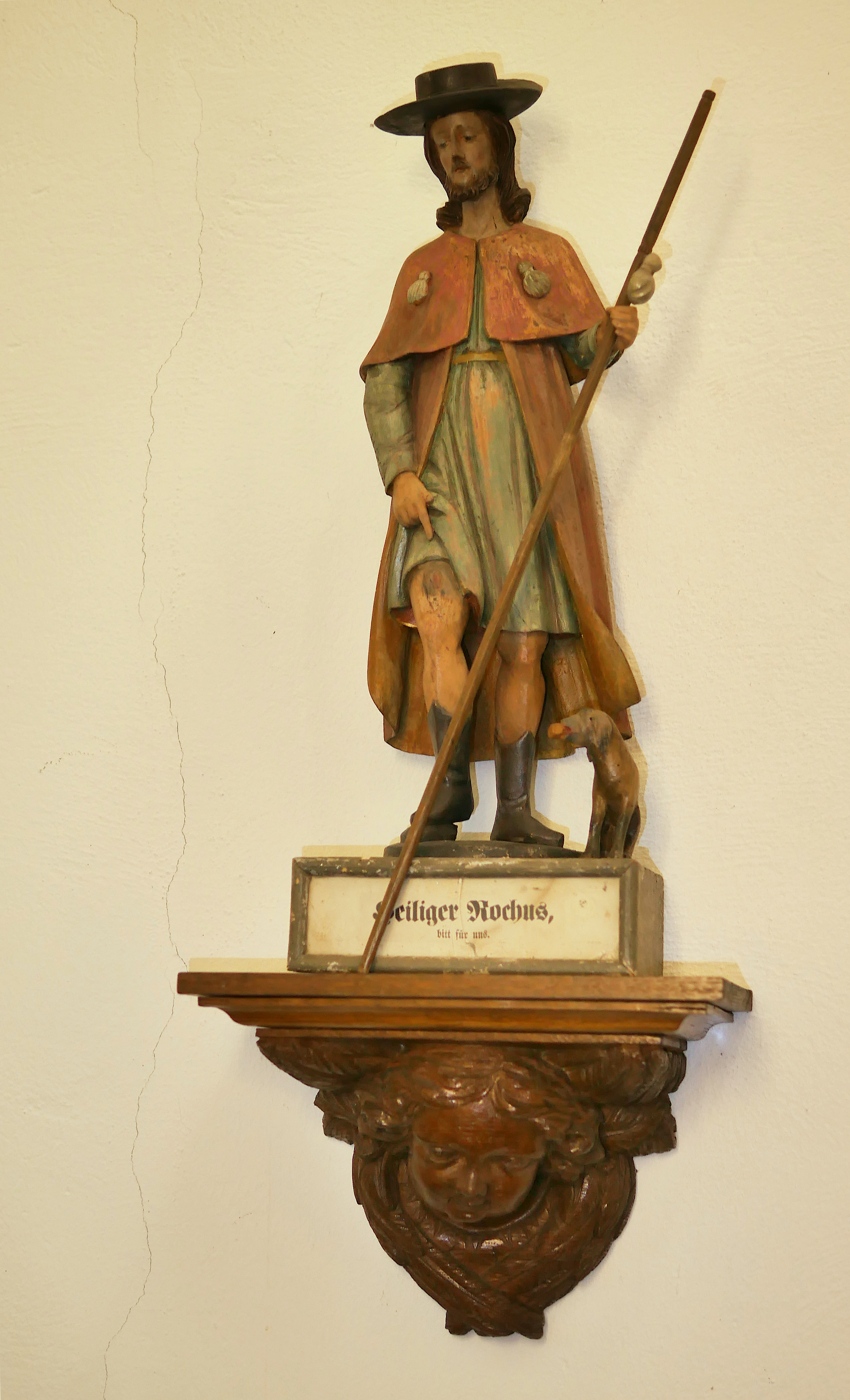
Hl. Rochus mit Hund
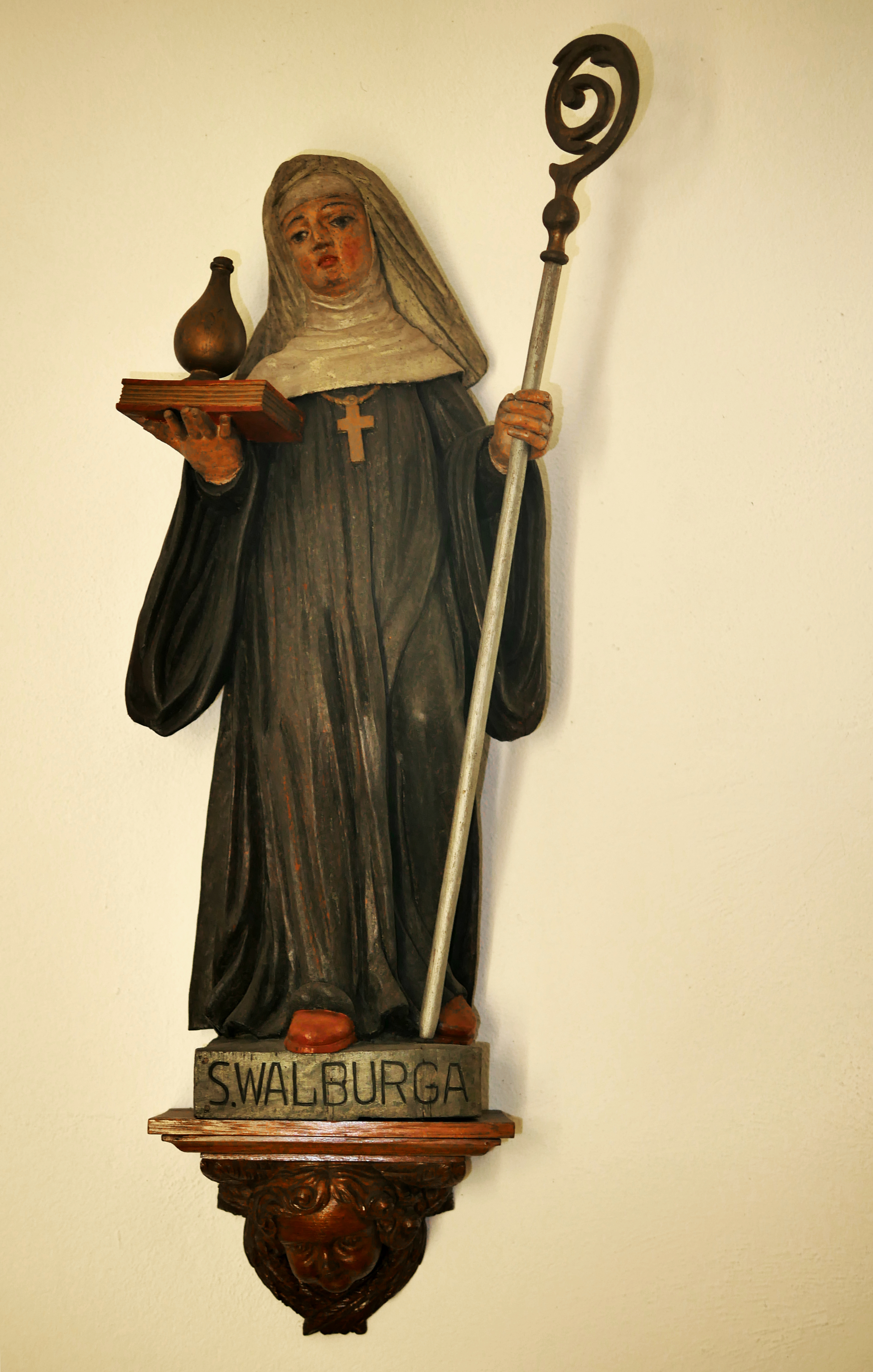
Hl. Walburga
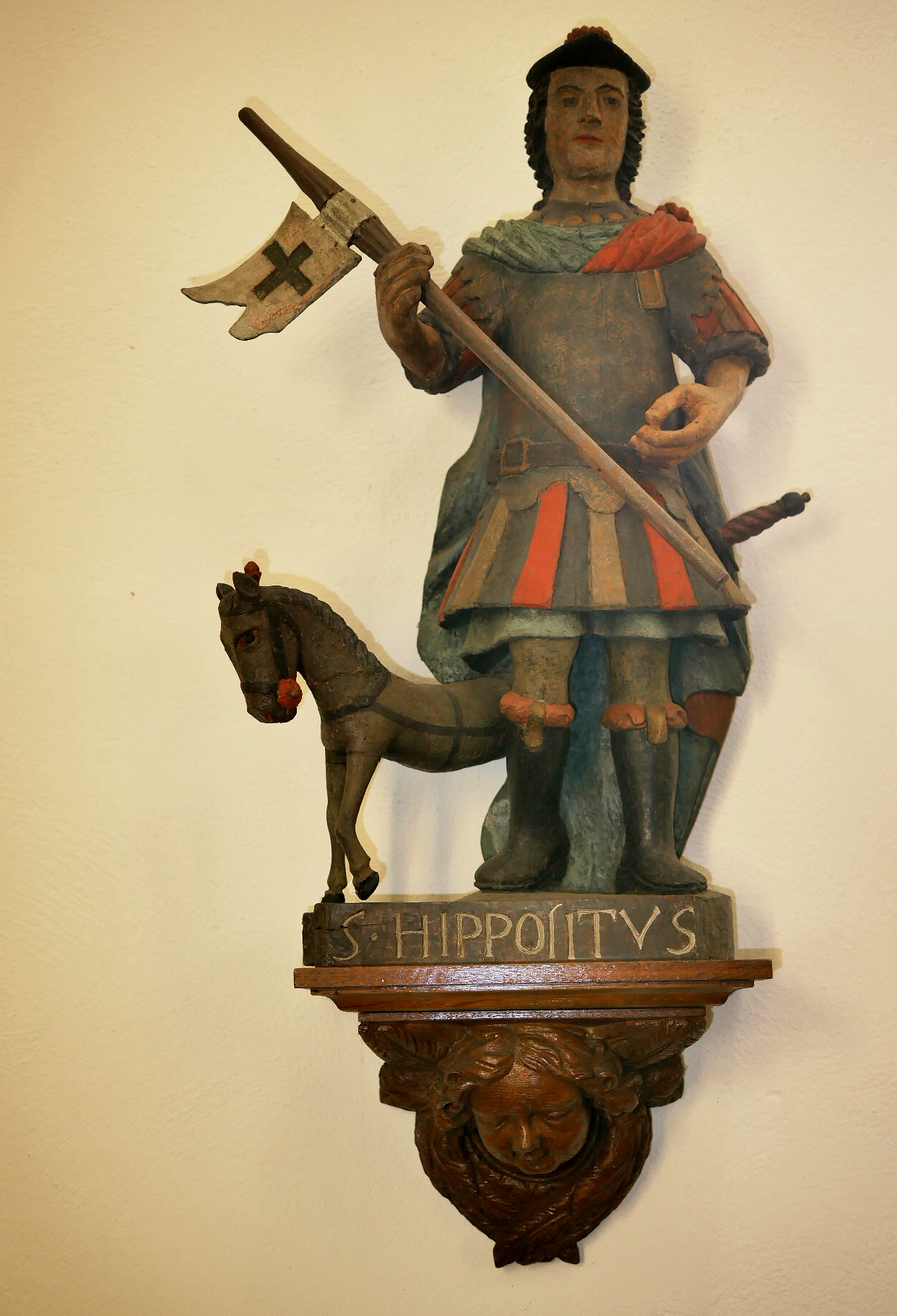
Hl. Hippositus
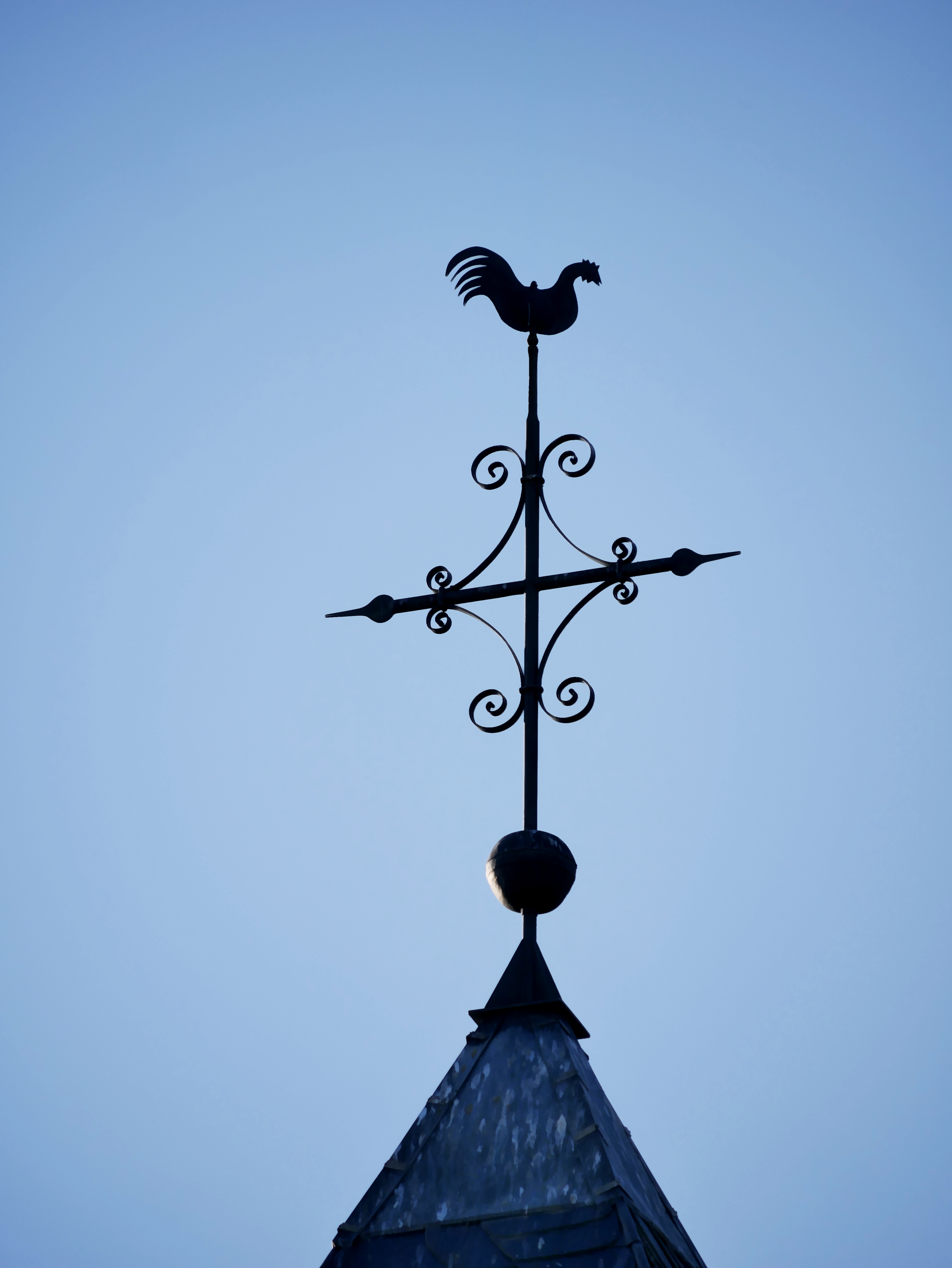
Kirchturmhahn